# Rhingia robinsoni
Rhingia robinsoni är en tvåvingeart som beskrevs av Edwards 1919. Rhingia robinsoni ingår i släktet näbblomflugor, och familjen blomflugor. Inga underarter finns listade i Catalogue of Life.